# 288
El año 288 (CCLXXXVIII) fue un año bisiesto comenzado en domingo del calendario juliano, en vigor en aquella fecha.
En el Imperio romano el año fue nombrado como el del consulado de Valerio y Januariano o, menos comúnmente, como el 1041 Ab urbe condita, siendo su denominación como 288 posterior, de la Edad Media, al establecerse el Anno Domini.

## Acontecimientos
- Diocleciano lleva a cabo una campaña militar en Recia.
- En la Galia, Maximiano construye una flota para combatir a Carausio.

## Fallecimientos
- 20 de enero: San Sebastián, mártir (n. 256).